# Guillermo Calderón

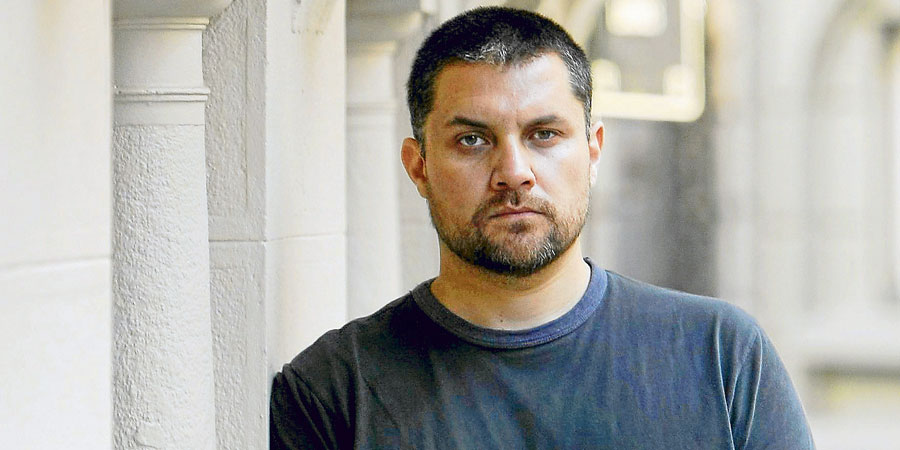
Calderón in 2017

Guillermo Calderón (Santiago, 1971) is een Chileense toneelschrijver, regisseur en scenarioschrijver. Zijn toneelstukken werden gespeeld in The Public Theater (New York), Royal Court Theatre (Londen) en over de hele wereld.

## Biografie
Calderón werd geboren in 1971. Hij studeerde drama aan de theateropleiding van de Universiteit van Chili, naast de Dell'Arte School of Physical Theatre in Blue Lake, Californië, en ontving een masterdiploma in filmtheorie aan de City University van New York. Hij zet vooral in op politiek geïnspireerd theater en onderzoekt de erfenis van de vele militaire dictaturen in Latijns-Amerika.
Zijn recente toneeltekst Dragón (2019) is een conversatiestuk, dat de positie van de kunsten in vraag stelt. "Wat is de waarde van kunst in tijden van fake news en verstoorde machtsverhoudingen?".

## Carrière
Calderóns stukken zijn onder andere B, Clase, Diciembre, Escuela, Gold Rush, Kiss, Mateluna, Neva, Quake, Speech, Villa en Dragón.